# 净土宗祖师
净土宗祖师，描述大乘佛教淨土崇拜、漢傳佛教淨土宗及其海外衍生宗派的幾位祖師。
浙江天台僧在《乐邦文类》卷第三中立净土六祖，慧远、善导、法照、少康、省常、宗赜六人。其后宗晓弟子志磐在《佛祖统纪》中改立慧远、善导、承远、法照、少康、延寿、省常为七人。清代悟开在《莲宗正传》中增推蕅益、省庵、彻悟。民国印光在《净宗十二祖赞》中又改推截流为十祖。印光往生以后，其门人又推其为十三祖。这就是现在中国佛教界通行的「净土十三祖」说。
祖师者始也，始立法为人之师表者。然而作为念佛法门的开创者，中国北方玄中寺的昙鸾、道绰未能列入。究其本源，给净土宗排祖位的宗晓与志磐皆为浙江天台宗僧，所以在十三祖中，天台宗多達四人。由其他宗派的人来确立净土祖师，评选者难免有个体的倾向性、宗派性；其次，佛教中心随南宋迁都临安府（今杭州），净土宗祖师多是长江流域区域的僧人，没有前后师承关系，标准的公正、继承性就值得商榷；最后五代、唐后禅宗流行，念佛的目的都是为了以求开悟，作为即心即佛之方便。
近代也有重新檢視，把重要性大且是善導的師承曇鸞、道綽列入十五祖說法，在慧遠之後分別是二祖及三祖，善導從二祖變成四祖，後續以此類推。

## 龙树菩萨
龙树菩萨（150—250），南印度人，是大乘佛教史上第一位伟大论师，有“千部论主”的称誉，在印度佛教史上被誉为“第二代释迦”，也是汉传佛教和藏传佛教共同的祖师。龙树菩萨《十住毗婆沙论》说明菩萨欲求阿毗跋致（即不退转法）有难行、易行二道。在五浊之世无佛之时求阿毗跋致名为难行道；但以信佛因缘愿生净土，由佛力住持入于大乘正定之聚名为易行道。这就是说，在无佛之世“唯是自力，无他力持”，难得阿毗跋致，譬如在陆路步行時则苦，名为难行道。反之，乘着佛的本愿力往生净土，即依他力而得阿毗跋致，譬如在水路乘上船则乐，名为易行道。龙树菩萨特别标举的是信受弥陀本愿他力救度的一心归命称名念佛行。他说：“阿弥陀佛本愿如是：若人念我称名自归，即入必定，得阿耨多罗三藐三菩提；是故常应忆念，因比，十方众生但能“信受弥陀救度，愿生弥陀净土，专称弥陀佛名”，必能当生进入必定成佛绝不退转之地位。”

## 天亲菩萨
天亲菩萨（320—380），北印度人，与其兄无著同为印度瑜伽行唯识学派创始人。后来受兄长无著菩萨的教诲，开始弘扬大乘，造了超过百部的大乘论，并且修证到接近初地的十回向位。天亲其所著《无量寿经优婆提舍愿生偈》（《往生论》），是论《无量寿经》经义而造愿生于安乐国的偈文。该论是古印度圣境唯一的净土论述，由北魏菩提流支译出。《无量寿经优婆提舍愿生偈》之冠头亦以：“世尊我一心，归命尽十方，无碍光如来，愿生安乐国。”深深吐露其净土信仰，故继龙树菩萨之后被推崇为净土教之祖师。

## 昙鸾大师
净土宗东土初祖玄中寺昙鸾大师（476—542），雁门人（山西代县），家近五台山，常闻神迹灵异之事，10余岁即登山出家。昙鸾擅长调心练气，以医术与神通，名满魏都。魏孝静帝称他“神鸾”；梁武帝称他“肉身菩萨”。昙鸾在洛阳得授菩提流支所译的《观无量寿经》，此后在山西玄中寺致力于净土理念的弘扬。他认为《观无量寿经》中所说的十六观想过于繁复，提出持念阿弥陀佛名号的方法，作为修行法门。认为即使是恶人，只要持诵阿弥陀佛也可以往生净土。着有《调气论》、《无量寿经优婆提舍愿生偈注》（《往生论注》）、《略论安乐净土义》、《赞阿弥陀佛偈》等。在《往生论注》中，他依龙树的《十住毗婆沙论·易行品》提出“二道二力说”，将修行佛法区分为依靠自力的难行道，与依靠他力的易行道。他认为在无佛之世，想要依循“唯是自力，无他力持”的难行道是难以成功的，只有倚靠阿弥陀佛的力量来修行，才是最稳妥也最容易的法门。昙鸾提这种坚持专称佛号，凭借他力往生的净土法门，成为后世净土宗的根基，下开道绰、善导一系。

## 道绰大师
净土宗东土二祖河西道绰大师（562—645），并州文水人（山西省文水、交城之间），活动于南北朝末年到唐朝初年间的僧人。他安居在汶水石壁玄中寺时，因为阅读寺中的碑文，了解昙鸾大师的生平及思想，大为钦服，于隋大业五年（609年）后开始专修净土。一心专念阿弥陀佛，观想礼拜，精勤不断。并为信众开讲“观无量寿经”约二百遍。道绰每日自己念佛，以七万遍为限。他并广劝道俗信众称念阿弥陀佛名，以麻豆等记数，后来他又教人穿木（木+患）子作数珠以为数法。于隋大业五年（608）著《安乐集》二卷，系继承龙树菩萨，昙鸾大师之自力难行、他力易行的思想，进而分判佛教为圣道门与净土门，而劝人舍圣道门归净土门，在理论系统上确立了净土宗的地位。净土教理朗然独照，方针不紊。道绰先将我们所处的时代，判定为末法时期。他认为，在末法时间，释迦牟尼其他的教法（圣教门），皆难以成就。唯一稳妥可行的，就是净土法门，经由念佛往生，得以解脱。道绰的说法，被后世净土宗门人所接受，并以加以宣扬。

## 善导大师
净土宗东土三祖光明善导大师（613—681），临淄人（今山东临淄），10岁出家，见西方变相图，大受感动，很早发愿期生西方，为净土宗的实际创始人。641年跟随玄中寺道绰学净土宗，习观无量寿经，彻悟，喜曰：“此，真入佛之津要。修余行业迂僻难成，惟此法门速超生死。”645年善导转赴长安，在慈恩寺盛弘净土法门，激发僧俗诸同修，虔诚念佛，求生西方净土。善导自修则“每入室长跪念佛，非力竭不休”；度人则“每逢人即演说净土法门”，三十年如一日；言传与身教并举，以身作则，勉己励人，专弘念佛法门，普度众生共修净土宗。善导念佛时，常有光明随口而出，被认为是阿弥陀佛的化身。
681年示寂后，其弟子于长安立灵塔神禾原，后于塔旁创建香积寺。唐高宗以师念佛 “口出光明，神异无比”，故赐额为“光明寺”，后人亦称师为“光明和尚”。
善导之著作，现存的世称“五部九卷”：《观经四帖疏》(《观无量寿经疏》)四卷、《观念法门》一卷、《法事赞》二卷、《往生礼赞》一卷、《般舟赞》一卷。其中的《观经四帖疏》古今大德皆尊称为“楷定疏”或“证定疏”，奉为金科玉律，敬如经典；印光赞言：“净业行人之指南针”。 善导著作所透露对释迦牟尼佛一代教法的总结是“虽说定散两门之益；望佛本愿，意在众生，一向专称，弥陀佛名。”而其净宗宗旨及思想：“善恶凡夫，得生报土，唯依本愿，称名念佛。”

## 法然大师
日本净土宗开山祖师法然大师（1133—1212），通称“黑谷上人”、“吉水上人”。谥号“圆光大师”等。法然生于美作(冈山县)，幼名势至丸，9岁时丧父，13岁登比睿山出家。承安五年（1175）法然基于《观经疏》散善义：“一心专念弥陀名号，行住坐卧不问时节久近；念念不舍者，是名正定之业，顺彼佛愿故。”之要义，偏依中国初唐善导大师，因此尊奉其为净土宗高祖。直接向武士、庶民甚至女子传播教义，关白九条兼实、后白河法皇等贵族也皈依门下。建久九年（1198）应兼实的请求撰写有《选择本愿念佛集》。在其所著《选择本愿念佛集》中：“思之，夫欲速离生死，有二种胜法。二种中可暂弃圣道门，选择入净土门。欲入净土门，则应于正杂二行中暂弃杂行而选择归于正行。欲行正行，则应于正助二业中，将助业放置一边，而选择专修正定之业。正定之业即称念佛名。称名念佛必得往生。因为是顺佛本愿故。”由称名而往生是阿弥陀佛的本愿，所以叫“本愿念佛”。认为只要一心专念弥陀名号，依仗阿弥陀佛的愿力，便能往生净土。

## 亲鸾大师
日本佛教净土真宗初祖法然弟子亲鸾大师（1173—1263），京都人，俗姓藤原。幼丧父母，9岁入青莲院慈圆门下剃发出家。建仁元年（1201）参拜京都的六角堂，有缘遇到法然。遂依法然为师，而致力于念佛他力门。建永二年（1207）因承元法难,亲鸾被株连流放越后。元仁元年（1224），于常陆之稻田草庵着《教行信证》六卷，主张“绝对他力”。亲鸾认为《大无量寿经》的教义、念佛行为、对阿弥陀佛的信仰、往生于极乐净土的证果，都是阿弥陀佛回向念佛人的。信仰阿弥陀佛并且口唱“南无阿弥陀佛”，就可以往生于净土而成佛。唯凭四十八愿中的第十八愿，以及观经中的观点，即使五逆十恶之人，在临命终时只要对弥陀净土有足够的信心愿望也能往生。1262年去世，谥见真大师。